# Ben Heppner
Thomas Bernard (Ben) Heppner (14 de Janeiro de 1956) é um tenor canadense.
Heppner nasceu em Murrayville, British Columbia e morou em Dawson Creek. Ele começou seus estudos musicais na Universidade de British Columbia e as atenções se voltaram a ele quando ganhou o Festival de Talentos da CBC em 1979. Desde então ele vem se tornando um dos mais proeminentes tenores dramáticos da atualidade. Ele é particularmente associado ao repertório Wagneriano.
Heppner se apresenta frequentemente com as maiores companhias de óperas dos Estados Unidos e da Europa, e também tem se apresentado muito em concertos com as maiores orquestras. Gravou muitos DVDs no Metropolitan Opera, com produções de Fidelio (Beethoven), Die Meistersinger von Nürnberg (Wagner) e Tristan und Isolde (Wagner).
Seus repertórios por escolha (e sucesso) são Tristan und Isolde, Lohengrin, Otello e Aeneas.
Heppner gravou inúmeros álbuns, tanto solo como em óperas. Ele assinou um contrato de exclusividade com a Deutsche Grammophon. Sua primeira gravação solo ocorreu em 2001 com Airs Français.
Heppner ganhou títulos de doutor honoris causa das seguintes instituições: Queen's University (2006), McMaster Divinity College (2005), York University (2003), Memorial University of Newfoundland (2003), University of Toronto (2002), McGill University (2002) e University of British Columbia (1997).
Em 1988 ele ganhou o prêmio Birgit Nilsson. Ele foi nomeado um Membro da Ordem do Canadá em 1999, foi promovido a Oficial em 2002 e a Associado (Companion) em 2008.

## Discografia

### Ópera
1992 Weber: Oberon (Hüon von Bordeaux). Cologne Philharmonic Orchestra - Gürzenich Orchestra, James Conlon. EMI. 1993 Puccini: Turandot (Calaf). Münchner Rundfunkorchester, Roberto Abbado. RCA. 1994 Wagner: Die Meistersinger von Nürnberg (Walther von Stolzing). Bavarian State Orchestra, Wolfgang Sawallisch. EMI. 1995 Massenet: Hérodiade (Jean). Orchestre du Capitole de Toulouse, Michel Plasson. EMI. 1995 Wagner: Lohengrin (Lohengrin). Bavarian Radio Symphony Orchestra, Sir Colin Davis. RCA. 1996 Beethoven: Fidelio (Florestan). Bavarian Radio Symphony Orchestra, Sir Colin Davis. RCA. 1997 Wagner: Die Meistersinger von Nürnberg (Walther von Stolzing). Chicago Symphony Orchestra, Sir Georg Solti. Decca. 1997 Wagner: The Flying Dutchman (Erik). Metropolitan Opera Orchestra, James Levine. Sony. 1997 Strauss: Die Frau ohne Schatten (the Emperor). Staatskapelle Dresden, Giuseppe Sinopoli. Teldec. 1998 Dvořák: Rusalka (Prince). Czech Philharmonic Orchestra, Sir Charles Mackerras. Decca. 2001 Berlioz: Les Troyens (Énée). London Symphony Orchestra,  Sir Colin Davis. LSO Live. 2001 Strauss: Ariadne auf Naxos (Tenor/Bacchus). Staatskapelle Dresden, Giuseppe Sinopoli. Deutsche Grammophon.

### Recital
1995 Ben Heppner Sings Richard Strauss. Toronto Symphony Orchestra, Andrew Davis (conductor). CBC. 1995 Great Tenor Arias. Münchner Rundfunkorchester, Roberto Abbado. RCA. 1998 German Romantic Opera. North German Radio Symphony Orchestra, Donald Runnicles. RCA. 1998 Dedication. Craig Rutenberg. RCA. 1999 My Secret Heart. London Philharmonic Orchestra, Jonathan Tunick. RCA. 2001 Airs Français. London Symphony Orchestra, Myung-Whun Chung. Deutsche Grammophon 2003 Ideale: Songs of Paolo Tosti. Members of the London Symphony Orchestra. Deutsche Grammophon. 2006 Heppner/Wagner: Excerpts from "The Ring of the Nibelung". Staatskapelle Dresden, Peter Schneider. Deutsche Grammophon.

### Outros
1984 Bach: Cantata nº 140. CBC Vancouver Orchestra, Wayne Riddell. CBC. 1994 Mahler: Das Lied von der Erde. Cologne Radio Symphony Orchestra, Gary Bertini. EMI 1995 Various: Along the Road to Bethlehem. Members of the Toronto Symphony Orchestra, Jean Ashworth Bartle. 1996 Beethoven: Symphony nº 9. Berlin Philharmonic Orchestra, Claudio Abbado. Sony. 1997 Mahler: Symphony nº 8. Bavarian Radio Symphony Orchestra, Sir Colin Davis. RCA. 2000 Mahler: Das Lied von der Erde. Bavarian Radio Symphony Orchestra, Lorin Maazel. RCA. 2001 Mahler: Symphony nº 8. Royal Concertgebouw Orchestra, Riccardo Chailly. Decca. 2001 Somers: Songs from the Heart of Somers. John Hess. Centrediscs. 2004 Arnold Schönberg: Gurre-Lieder. Munich Philharmonic Orchestra, James Levine. Oehms Classics. 2004 Wagner: Siegfried, 3rd Act. Munich Philharmonic Orchestra, James Levine. Oehms Classics.